# 南部郡
南部郡，中国南北朝时设置的郡。
南朝齐永明八年（490年）设立南部郡，属梁州，荒或无民户。南朝梁天监四年（505年），改属南梁州、北巴州二州（双头州）。治所在南部县（今四川南部县）。辖境相当今四川省南部县及阆中市南。承圣三年（554年），西魏占领南部郡，改为新安郡。北周闵帝元年（557年）废，南部县属盘龙郡。